# Lilac (Raphael)
Lilac è il primo mini-album della band visual kei dei Raphael, pubblicato nel 1998 dalla For Life Music Entertainment; una seconda edizione, in tutto identica alla prima, è datata 27 giugno 1998.

## Il disco
Lilac è il primo lavoro discografico dei Raphael, pubblicato quando l'età dei componenti del gruppo era di soli 18 anni, ed è opera quasi interamente del chitarrista Kazuki, come testimonia l'uso virtuosistico e da primadonna della chitarra elettrica. Nonostante rappresenti il debutto della band, l'EP possiede un sound maturo e piuttosto complesso, con partiture molto ricche per ogni strumento: ne è testimonianza il brano eternal wish ~Todokanu kimi he~, prima canzone incisa dai Raphael in una demo del 1996 e qui ripubblicata in una versione con aggiunte orchestrali.

Nel rispetto degli stilemi visual kei, alla ricerca musicale si affianca quella visiva: i componenti della band appaiono nel booklet come angeli dalle bizzarre fattezze e costumi, con un trucco molto pronunciato ispirato a quello delle geisha e tuniche arabescate.

## Tracce
Dopo il titolo è indicata fra parentesi "()" la grafia originale del titolo, eventuali note sono riportate dopo il punto e virgola ";".
1. Synagogue zensōkyoku I tanchō ~Dai 1 gakushō~ (シナゴーグ前奏曲イ単調〜第1楽章〜?) - 2:16 (Kazuki Watanabe, T. D. Yokotsuka)
2. Imitation White (Imitation White?) - 3:19 (Kazuki Watanabe)
3. Sacrifice (Sacrifice?) - 3:49 (Kazuki Watanabe - Kazuki Watanabe, Yuki Sakurai)
4. eternal wish ~Todokanu kimi he~ (eternal wish〜届かぬ君へ〜?) - 5:09 (Kazuki Watanabe - Yuki Sakurai)
5. Ningen fushin (人間不信?) - 2:46 (Kazuki Watanabe)
6. Madogiwa no yume (Live Version) (窓際の夢(Live Version)?) - 2:41 (Kazuki Watanabe); brano presente solo nella seconda edizione

## Formazione
- YUKI (YUKI?): voce
- Kazuki (華月?): chitarra
- YUKITO (YUKITO?): basso
- HIRO (HIRO?): batteria